# Grand Prix Sezon 1912
Sezon Grand Prix 1912 – kolejny sezon wyścigów Grand Prix organizowanych w Europie i Stanach Zjednoczonych przez AIACR.

## Podsumowanie Sezonu

### Grandes Épreuves
| Data          | Grand Prix         | Tor    | Zwycięzca (kierowcy) | Zwycięzca (konstruktorzy) | Wyniki |
| ------------- | ------------------ | ------ | -------------------- | ------------------------- | ------ |
| 25-26 czerwca | Grand Prix Francji | Dieppe | Georges Boillot      | Peugeot                   | Wyniki |

### Pozostałe Grand Prix
| Data           | Grand Prix                      | Tor       | Zwycięzca (kierowcy) | Zwycięzca (konstruktorzy) | Wyniki |
| -------------- | ------------------------------- | --------- | -------------------- | ------------------------- | ------ |
| 2 października | Vanderbilt Cup                  | Milwaukee | Ralph DePalma        | Mercedes                  | Wyniki |
| 5 października | Grand Prix Stanów Zjednoczonych | Milwaukee | Caleb Bragg          | FIAT                      | Wyniki |